# Pàvel Txesnokov
Pàvel Grigórievitx Txesnokov (en rus: Павел Григорьевич Чесноков) (Istra, Rússia, 24 d'octubre de 1877 - Moscou, 14 de març de 1944) fou un compositor, director de cor i professor rus. Va compondre més de cinc-centes obres corals, més de quatre-cents dels quals sacres. És sobretot conegut per la seva obra La salvació és de creació, així com obres com No em rebutgeu per l'edat avançada (solo per a baix profund).

## Biografia

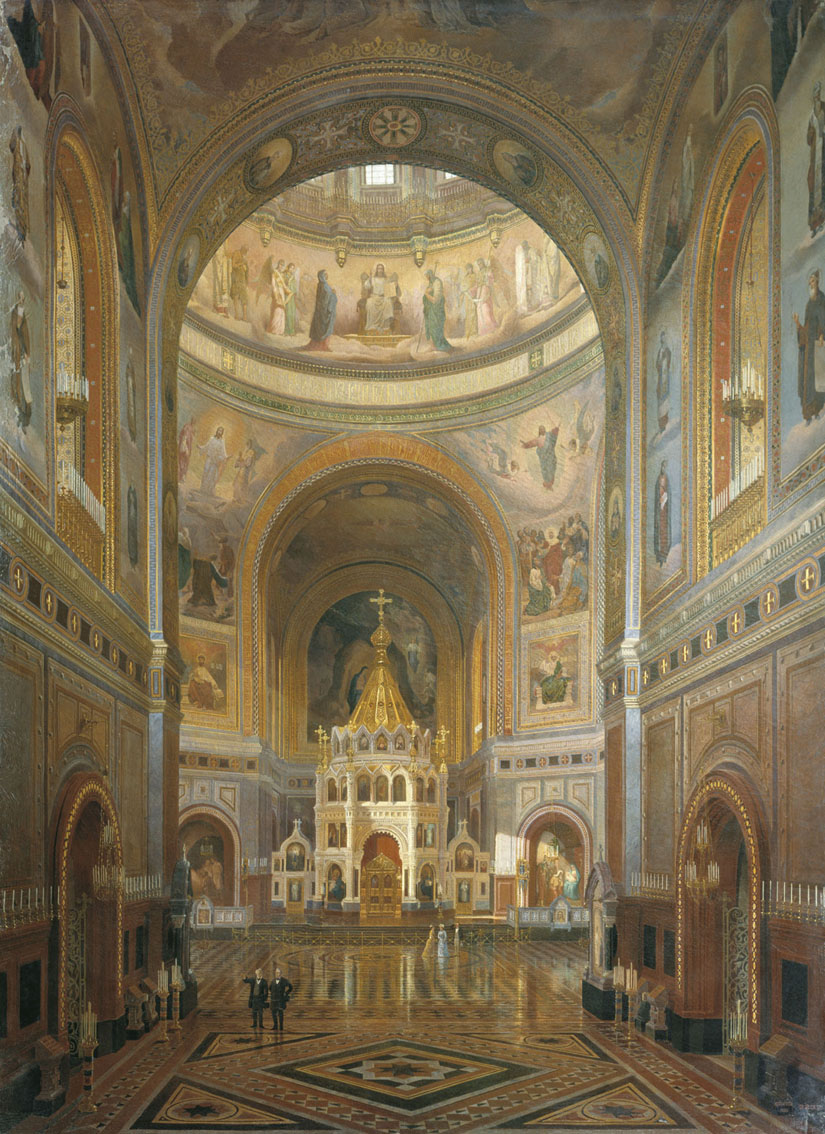
Vista de l'interior de la Catedral de Crist Salvador el 1883, per Fyodor Klages (1812-1890). Txesnokov en va ser mestre de capella fins a la seva destrucció el 1933

Es va graduar a l'escola sinodal de cant eclesiàstic de Moscou el 1895, on a partir d'aquest moment va exercir com a professor de cant coral. Va entrar llavors al Conservatori de Moscou on va rebre formació instrumental i vocal minuciosa, que comprenia nou anys de teoria de la música i set anys de piano i violí. Es va graduar en direcció i composició al Conservatori de Moscou el 1917, havent estudiat amb Serguei Tanéiev i Mikhaïl Ippolítov-Ivànov, que influiran en l'estil de les seves composicions musicals.
A una edat relativament jove, Txesnokov ja era un mestre reconegut en la formació de directors de cor a la Societat Coral russa. Aquest reconeixement li assegura un lloc en el Conservatori de Moscou, on grans compositors com Txaikovski comparteixen les seves habilitats i coneixements. Va fundar un programa d'aprenentatge en direcció coral, que va dirigir des de 1920 fins a la seva mort.
A l'edat de 30 anys, Txesnokov ja havia completat prop de quatre-centes obres corals sagrades, però va haver de fer una pausa en la creació d'obres litúrgiques en el moment de la Revolució Russa. Sota el règim comunista, tota la creació en l'àmbit de l'art sacre va estar estrictament prohibit i Txesnokov es va dedicar a la música secular. Va compondre més d'un centenar d'obres seculars i va dirigir cors seculars com el Cor de l'Acadèmia de Moscou i Cor del Teatre Bolxoi.
Pavel Txesnokov era mestre de capella de la Catedral de Crist Salvador de Moscou en el moment que va ser destruïda pel règim soviètic el 1933, en nom de la política atea. Aquest acte de destrucció el va afectar de tal manera que va decidir aturar completament la composició de música. Va continuar ensenyant i dirigint diversos cors a Moscou fins a la seva mort el 14 de març de 1944.

## Obra musical
El treball de Txesnokov està influenciada pel seu mestre Serguei Tanéiev. Aquest darrer no només va ser compositor, sinó també historiador de la música russa, i va estudiar en particular l'aparició, en el segle xvii, del cant polifònic en la música litúrgica russa. De fet, des del començament de la cristianització de Rússia l'any 988, i durant els següents sis segles, la música sacra va ser només monofònica. Pavel Txesnokov va buscar retenir les qualitats d'aquest estil musical tradicional, alhora que hi va afegir els de la polifonia.
Pavel Txesnokov és autor de prop de cinc-centes peces corals, majoritàriament peces religioses i transcripcions de cançons tradicionals, entre ells diversos cicles complets de la litúrgia, vigílies, treballs específics (cicle de servei commemoratiu dedicat a la Verge, etc.), arranjaments de cants folklòrics, cors cantant la poesia russa. Txesnokov és considerat un dels principals representants de la "renovació" ("нового направления") de la música espiritual russa. Les seves obres litúrgiques donen una intensitat dramàtica als cors, tant arcaiques com inspirades pel drama de l'òpera.
Va escriure un tractat, Gestió del Cor (publicat el 1940), que es considera un clàssic per als directors de cor que desitgin experimentar amb noves formes de desenvolupar l'art coral. El llibre de Txesnokov enumera una gran quantitat d'obres corals i es va convertir en una mena d'enciclopèdia de les obres corals russes.